# ميدان خداوردي (قيلاب)
میدان خداوردي (بالفارسية: میدان‌خداوردی) هي قرية تقع في قسم قيلاب الريفي، بمقاطعة أنديمشك التابعة لمحافظة خوزستان، إيران. يقدر عدد سكانها بـ 49 نسمة حسب الإحصاء السكاني الذي تمّ في عام 2006.